# Kenny Dehaes
Kenny Dehaes (ur. 10 listopada 1984 w Uccle) – belgijski kolarz szosowy, zawodnik profesjonalnej grupy Wanty-Groupe Gobert.

## Najważniejsze osiągnięcia
- 2007
  - 1. miejsce w Schaal Sels
- 2008
  - 5. miejsce w Gandawa-Wevelgem
  - 1. miejsce na 1. etapie Cztery Dni Dunkierki
  - 1. miejsce na 1. etapie Tour of Belgium
- 2009
  - 4. miejsce w Paryż-Bruksela
- 2010
  - 3. miejsce w Grand Prix de Fourmies
- 2011
  - 2. miejsce w Tour de Picardie
  - 2. miejsce w Grote Prijs Jef Scherens
- 2013
  - 1. miejsce w Vuelta a Mallorca
  - 1. miejsce w Handzame Classic
  - 1. miejsce w Halle–Ingooigem
  - 1. miejsce na 4. etapie Tour de Wallonie